# ホタテガイ

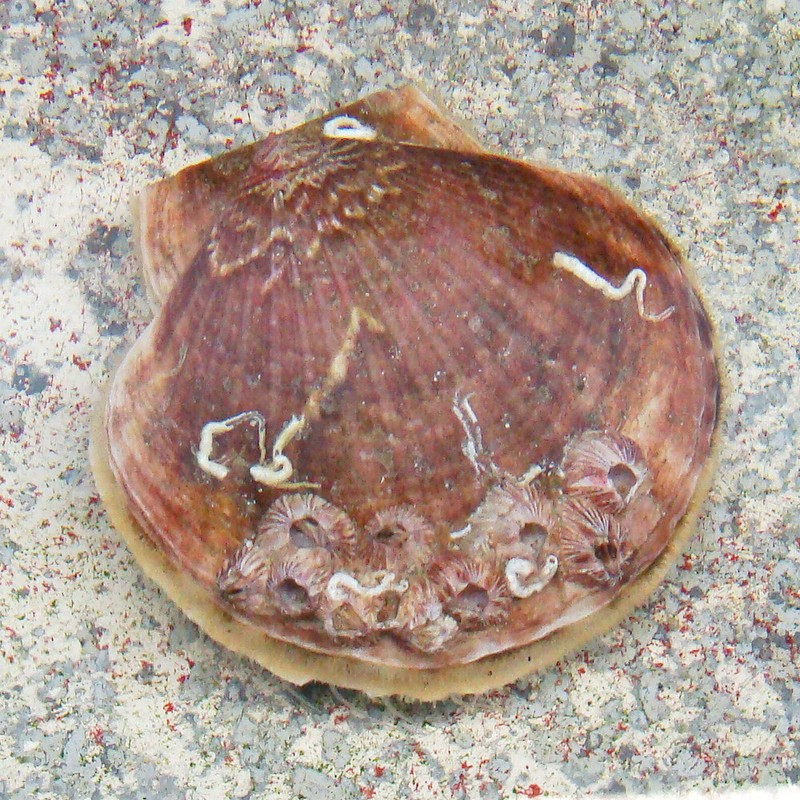
貝の形状

ホタテガイ（帆立貝、学名：Mizuhopecten yessoensis）は、二枚貝綱- 翼形亜綱- イタヤガイ科のMizuhopecten 属に分類される軟体動物の一種（1種）。通称・ホタテ(帆立)。寒冷海洋性。
食用としても重要な貝類の一つ。

## 呼称

### 学名
開国を要求するために日本に来航したマシュー・ペリー率いるアメリカ東インド艦隊（黒船）が1854年に函館湾で採取したサンプルを、米国の医師ジョン・クラークソン・ジェイが1857年に Pecten yessoensis の学名で新種として記載した。これは1963年に古生物学者の増田孝一郎 (1927–2013) により ホタテガイ属 Mizuhopecten に改められた。

### 諸言語名

#### 日本語名
日本語では、標準和名「ホタテガイ」の元となっている帆立貝が古くから呼称としてあり、これは、約10〜15cmぐらいの貝殻の一片を帆のように開いて立て、帆掛舟（ほかけぶね。cf. 帆船）さながらに風を受けて海中あるいは海上を移動するという俗説に由来し『和漢三才図会』においても記載が見られる。「貝」を省略した帆立（ほたて、ホタテ）の名でも呼ばれることも多く、「ほたて○○」「ホタテ○○」「○○ほたて」「○○ホタテ」といった連結語的用法も目立つ（用例：ほたてウロ、ほたてタイル、ホタテマン）。
その他、板屋貝や、殻の形からそれを扇に見立てた海扇（うみおうぎ）との雅称もある。また、武家・久保田佐竹氏（久保田藩は「秋田藩」とも言う）の家紋に似ていることから秋田貝（あきたがい）とも呼ばれる。まれに車渠とよばれることもある。
なお、日本に限っては、この貝から取れる主たる食材が貝柱であることから、代名詞的用法をもって貝柱と俗称されることがある。

#### 中国語名
中国語ではイタヤガイ科の殻を扇に見立てて「扇貝（簡体字：扇贝）／拼音: shànbèi（シャンベイ）」と総称し、種としてのホタテガイは「蝦夷盤扇貝（簡体字： 虾夷盘扇贝）」とする。

#### 英語名
英語では scallop （イタヤガイ類）の一種である Mizuhopecten yessoensis を Japanese scallop と呼ぶ。また、日本で「ホタテガイ（帆立貝）」と翻訳されることも多い scallop は、生物学的にはイタヤガイ形（ホタテ形）の貝類（イタヤガイ科とワタゾコツキヒ科）を大雑把に言うときの総称であり、種としてのホタテガイを特に指すわけではない。日本語でも一般の人々が「ホタテ貝」や「帆立貝」というとき、厳密に生物種としてのホタテガイを指しているとは限らないのと同様である。

#### フランス語名
キリスト教圏では英語で言うところの scallop （特にその一種であるイタヤガイ属）の貝殻は、中世以来、聖ヤコブの象徴物とされており、フランス語では「聖ヤコブの貝」を意味する “coquille Saint-Jacques ［仮名転写例：コキーユ・サンジャック］” の名で呼ばれている（#文化の節も参照のこと）。これも「ホタテ貝」や「帆立貝」と呼ばれることがあるが、厳密にはヨーロッパホタテ Pecten maximus であり、種としてのホタテガイとは別属別種である。

## 生物的特徴

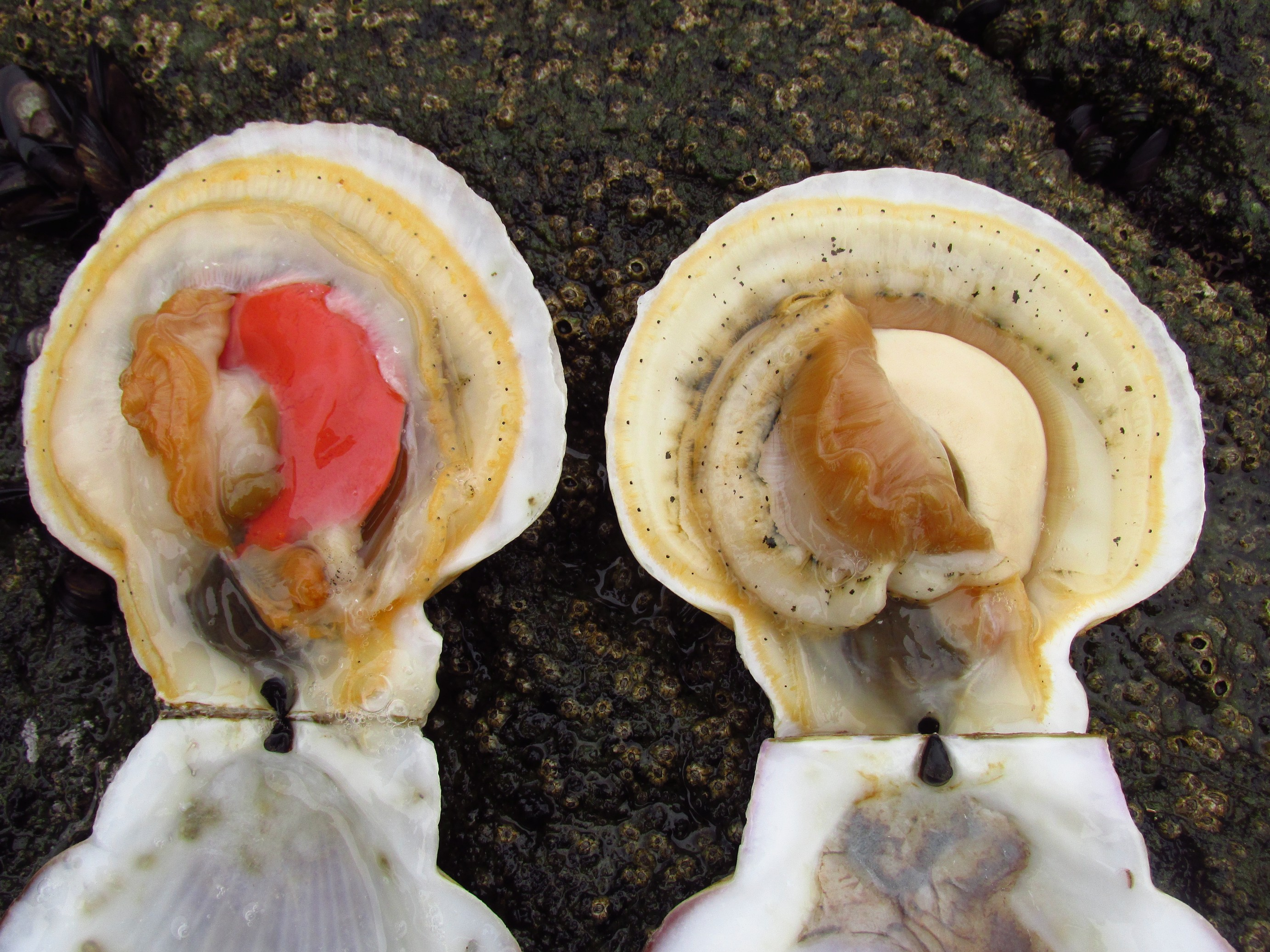
ホタテガイの軟体。卵巣は橙色、精巣は黄白色、周縁部分の外套膜に散在する小黒点は眼点。

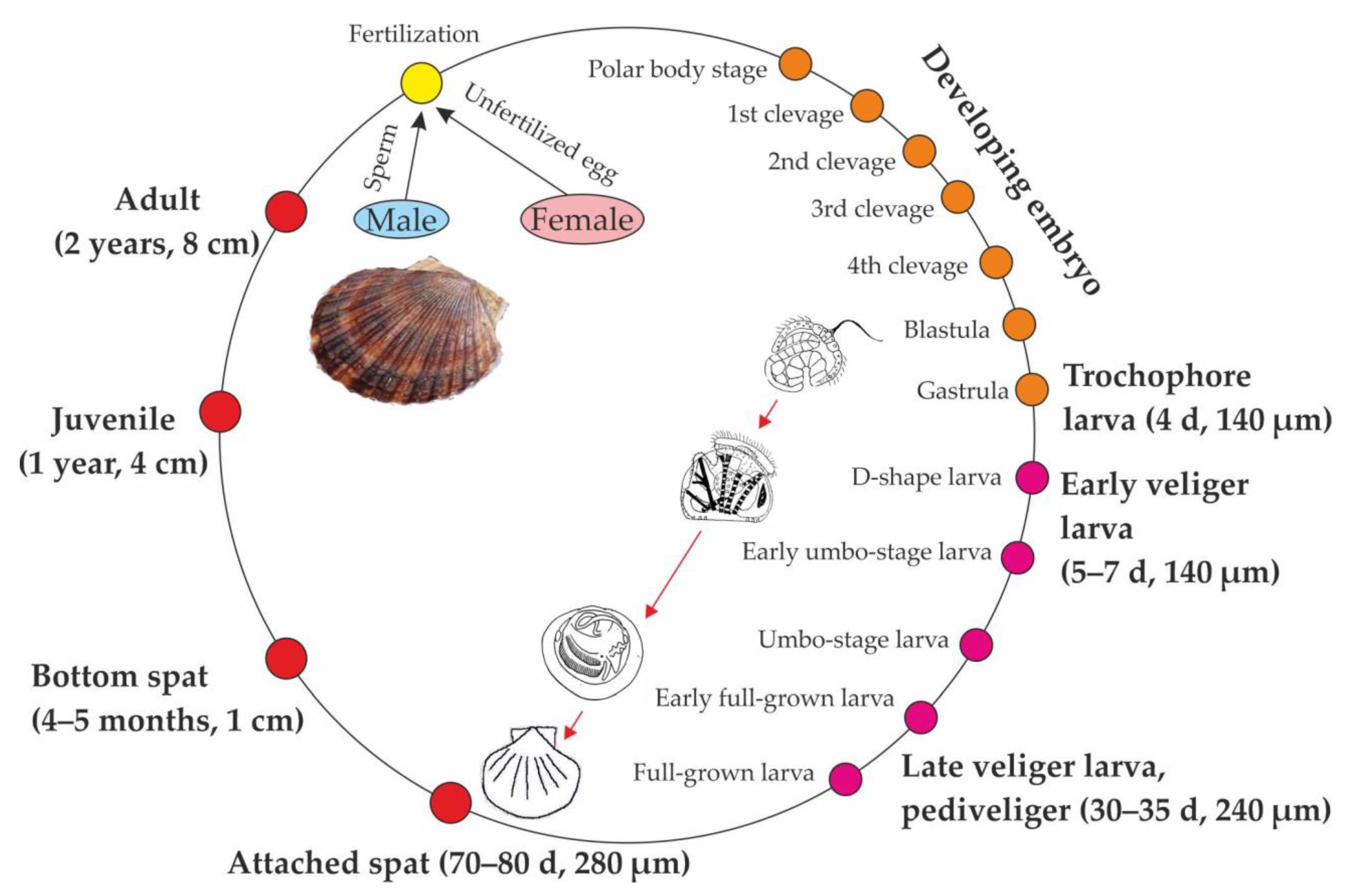
ホタテガイの成長サイクル。

### 形態
殻径は20cmほどになる大きな二枚貝である。貝殻はふくらみが強い殻と弱い殻とが合わさっているが、ふくらみが強い方が右殻である。殻の中央には大きな閉殻筋（貝柱-断面円形の横紋筋とその傍らに断面三日月形の平滑筋）がある。また、外套膜（ヒモ）の周囲には、およそ80個の小さな眼点（眼）があり（参考画像を参照のこと）、明るさを感じることができる。水管や砂に潜るための足は発達せず、砂底で右殻を下にして砂に潜らずに暮らす。

### 生態・分布
生息に至適な海水温は +5〜+19℃の冷水であるが、−2〜+22℃の間なら生きていける（稚貝はさらに4℃ほど高温でも耐えられる）。浅海の砂底に生息し、自然分布域はロシアのカムチャツカ半島・千島列島・サハリン・沿海州、日本の北海道・東北地方、朝鮮半島北部など。日本での南限は日本海側が能登半島、太平洋側が千葉県とされているが、大規模な商業的漁業が可能なのは東北地方の三陸海岸以北である。
中華人民共和国やアメリカ合衆国の一部でも養殖され、乾物に加工されて流通しているが、養殖場はいずれも日本以上に水温が高い海域であるため、イタヤガイなど、別の種であると考えられている。
天敵はヒトデ、オオカミウオ、ミズダコなどである。襲われた際は閉殻筋で力強く殻を開閉させて外套膜から海水を吹き出し、泳いで逃げることができる。

## 人間との関わり

### 漁業
| 年                | 養殖生産量 | 漁業生産量 |
| ----------------- | ---------- | ---------- |
| 2006 （平成18年） | 212,094    | 271,928    |
| 2007              | 247,516    | 258,303    |
| 2008              | 225,607    | 310,205    |
| 2009              | 256,695    | 319,638    |
| 2010              | 219,649    | 327,087    |
| 2011              | 118,425    | 302,990    |
| 2012              | 184,287    | 315,387    |
| 2013              | 167,844    | 347,541    |
| 2014              | 184,588    | 358,982    |
| 2015              | 248,209    | 233,885    |
| 2016              | 214,571    | 213,710    |

　ほとんどが北海道（オホーツク海側・道東、日本海側沿岸）で行われ、一部は青森県下北半島の沿岸で行われている。

　天然稚貝を漁業海域又は国内の他の海域で採捕し、静穏な海域で1年程度成長させた稚貝を海底に撒き（地撒き（じまき））、放流後３~４年程度自然成長させた貝を、小型底引き網で漁獲する。

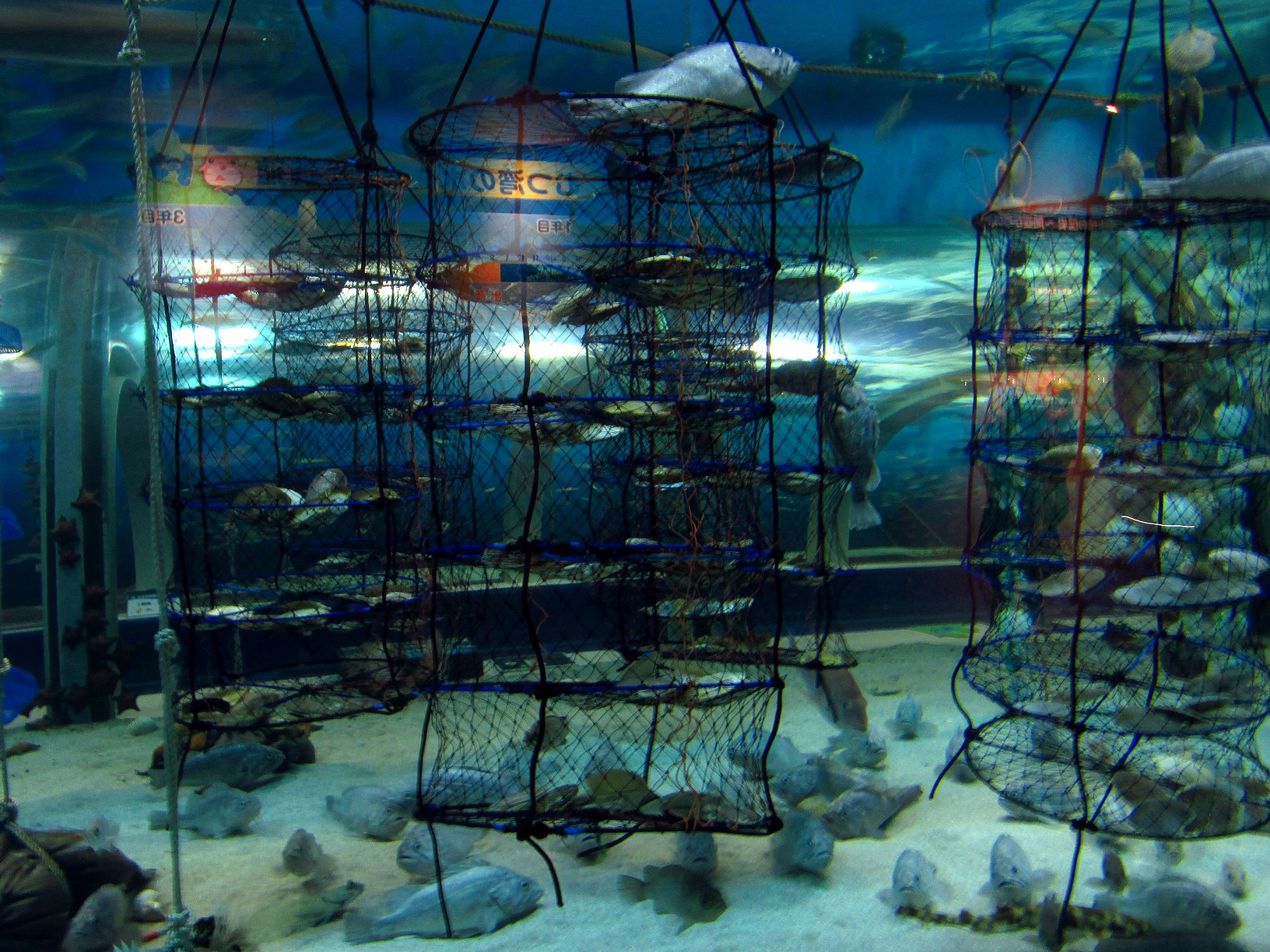
ホタテの養殖（陸奥湾の事例）

### 養殖
静穏で栄養分が豊富な海域（北海道：サロマ湖、寿都湾、岩内湾、内浦湾、函館湾西部。東北地方：陸奥湾、三陸海岸）で行われている。
　採捕した天然稚貝を自然環境で育成する方法で行われる。
1. 5 - 7月 - 0.25mm位 タマネギ袋や棒網を海中に沈めて種苗稚貝を付着させ採捕する。
2. 9 - 10月 - 1.0cm 位 中間育成1（細目ザブトン籠）
3. 翌年 3 - 4月 - 3 - 5cm 中間育成2（荒目ザブトン籠）
  - この段階まで成長した稚貝の一部は、漁業海域の地撒き放流用に出荷。
4. 5月頃から - 本育成（耳吊り（垂下式養殖）、丸籠）（この時期に半成貝として水揚げされるものもある）
5. 出荷のための水揚げ（１~2年後）

| 道県   | 養殖生産量 トン |
| ------ | --------------- |
| 北海道 | 108,744         |
| 青森県 | 63,283          |
| 岩手県 | 3,820           |
| 宮城県 | 8,742           |

2009年には北海道の噴火湾周辺から三陸沿岸にかけて、ザラボヤ、イガイ、フジツボなどが大量に発生し、養殖ホタテの生育を阻害したり、垂下式養殖のロープが切れるなどホタテ漁に深刻な影響を与えており問題となった。

### 貿易
2012年以降、量・金額とも、日本からの水産物輸出の過半を占め、2014年の輸出額は446億6500万円に達する。農林水産省による統計では、2022年1年間の農林水産物と食品の輸出で品目別のトップを占め、円安の影響もあって同年は前年比で40%以上増加の910億円となった。
戦前には中国での干し貝柱の需要が主であったが、寿司の海外普及によって冷凍品の需要が増加し、また北アメリカが一大消費地となった。少量だが航空便による生鮮品や活貝の輸出も行われている。

### 食用
実際の栄養価は、生育海域、漁獲時期などで異なるため記載されている値は代表値である。
食用として多く漁獲されるが、現在では養殖もされている。うま味成分であるアミノ酸、グルタミン酸、コハク酸やタウリンなどが豊富に含まれている。ホタテガイ特有の甘味はグリコーゲンによる。

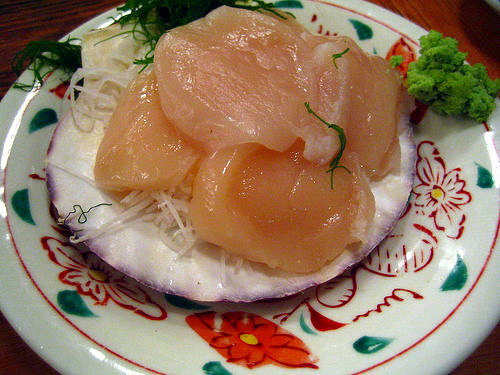
ホタテガイの刺身

調理方法にもよるが、近年日本では生後一年程度の稚貝から、3 - 4年ほどかけて大きくしたものまで、幅広く流通している。北海道や東北地方北部のスーパーマーケットでは、貝が生食（刺身）用か否かを区別して売られていることも見られる。
貝柱は肉厚で淡白だがほぐれやすく、舌触りと風味がよい。刺身や寿司ネタ、煮込み、バター焼き、スープ、フライなど様々な料理で使用される。また、乾燥して干貝（干貝柱）にも加工し、一部は日本から輸出もされ、具材や調味料として利用される。また、ヒモ（貝ヒモ）と呼ばれる外套膜も生食したり、燻製や塩辛などにして食べる。
貝殻以外はほとんどの部位が食べられるが、「ウロ」と呼ばれる中腸腺はえぐみが強く一般には好まれない上、生物濃縮により、貝毒や重金属（主にカドミウム）が集中する。正規の販路のホタテであればサンプル検査で基準値を超えた場合は流通差し止めとなるが、念のためには食べない方がよい。ウロは黒緑色で目立つため、素人でも手で容易に取り除くことができる。取り除かずに調理すると内容液が料理全体に広がることが多いため、通常は調理前に取り除く。

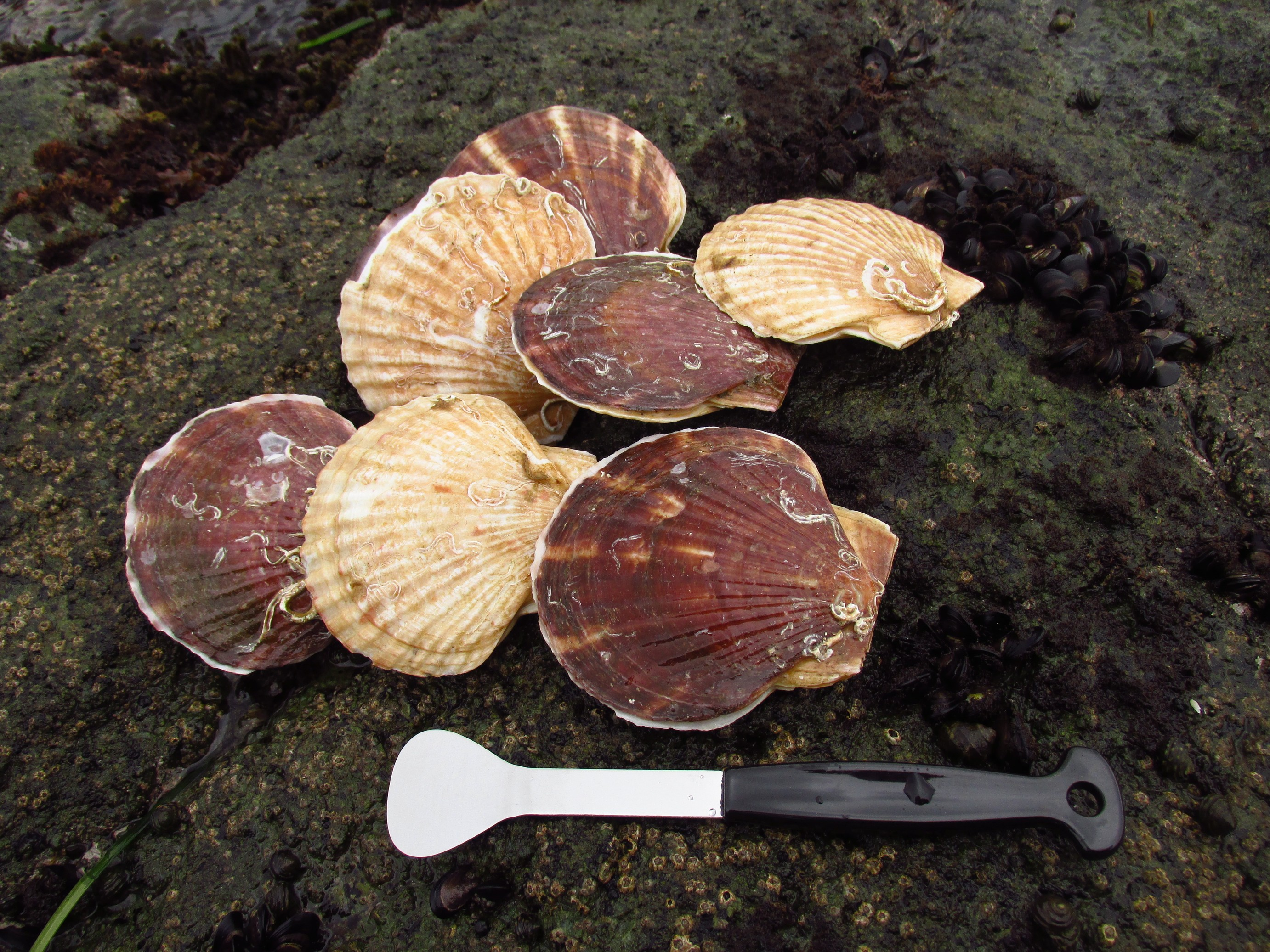
生食用のホタテと解体用の金属ヘラ。
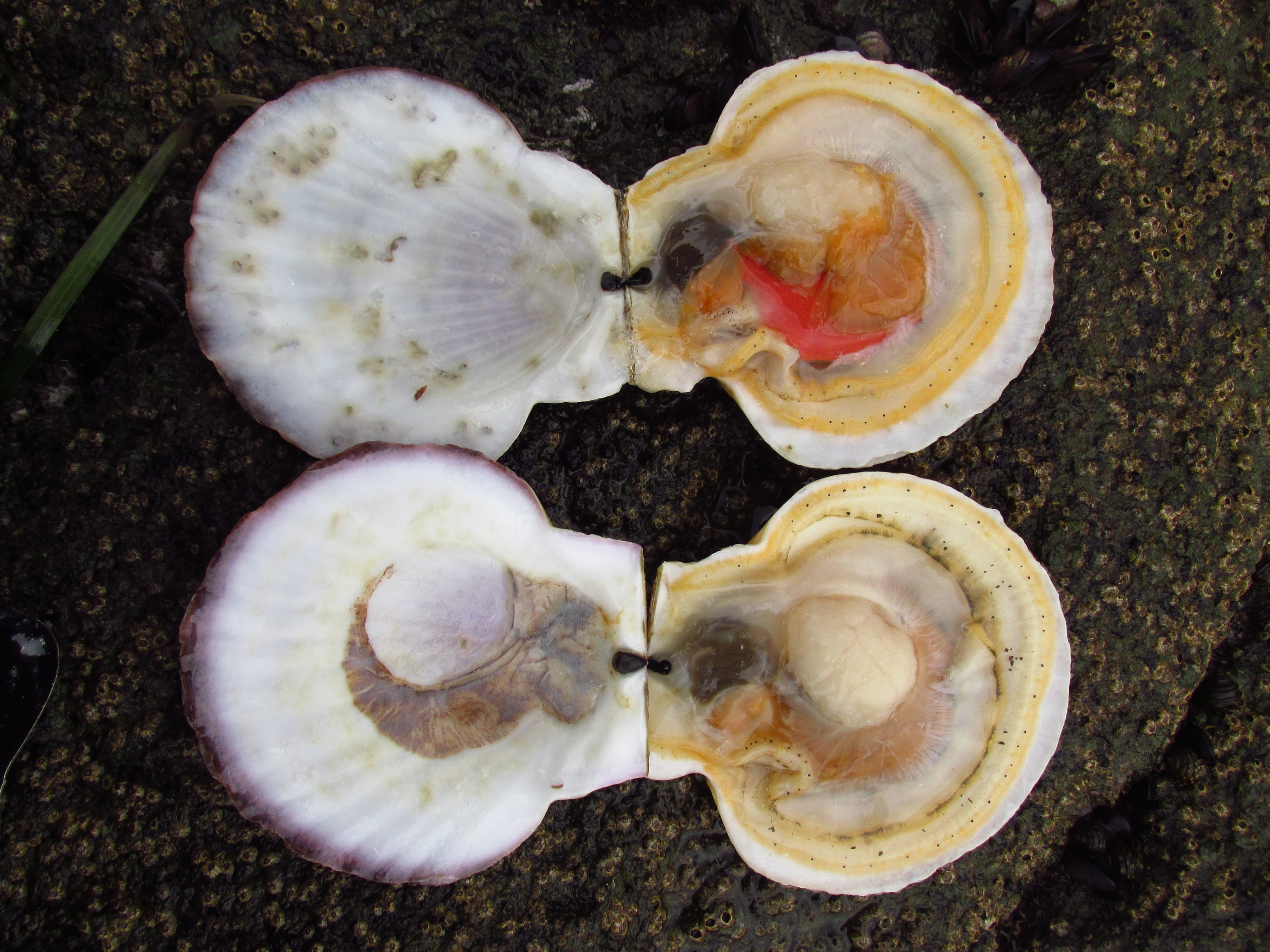
蝶番近くの側面にある隙間にヘラを差し込むと容易に解体できる。
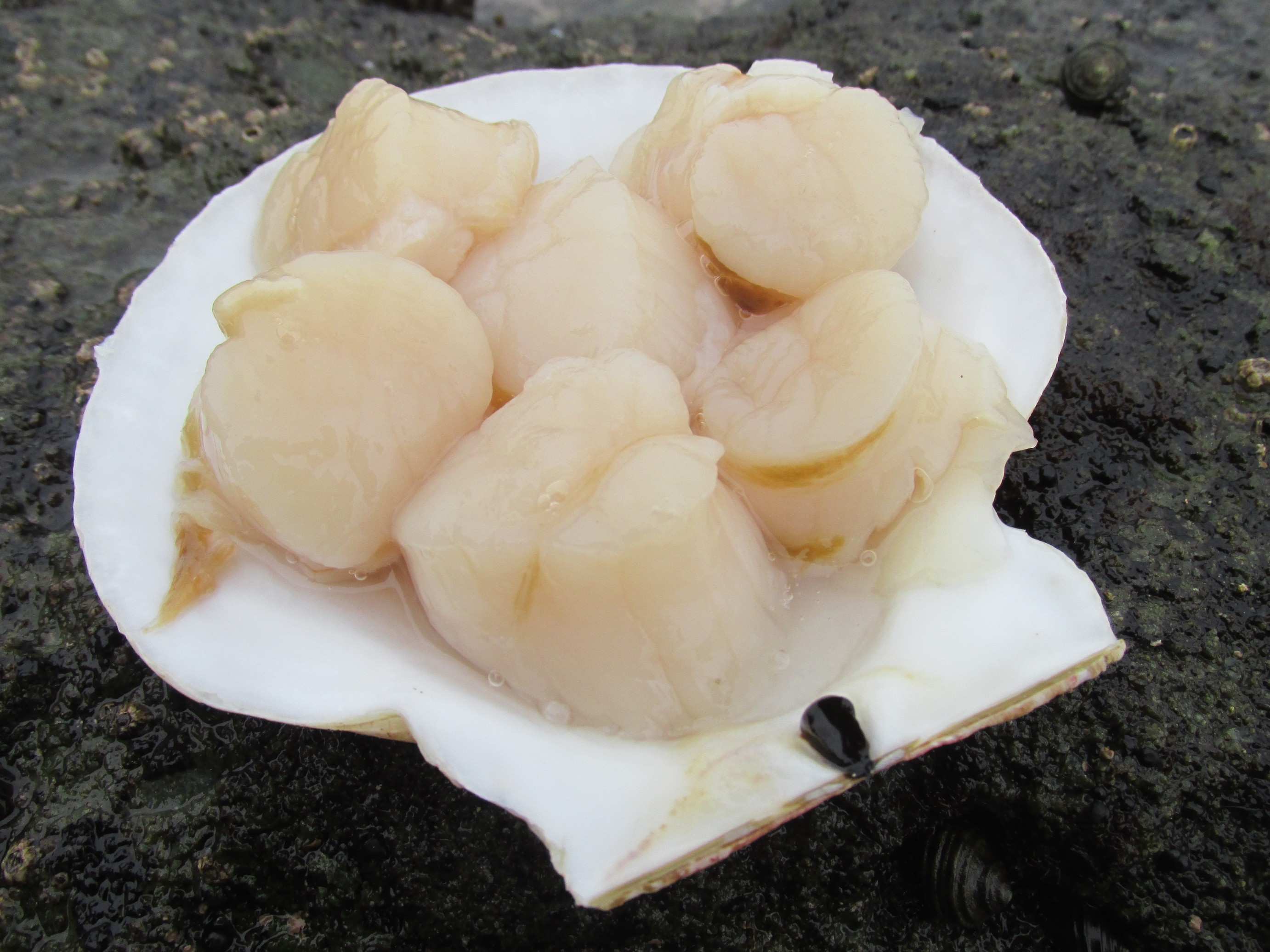
貝柱はそのまま刺し身で食す。殻は網焼きなどの際にフライパン代わりとして重宝し、バターや醤油なども満遍なく染み渡る。
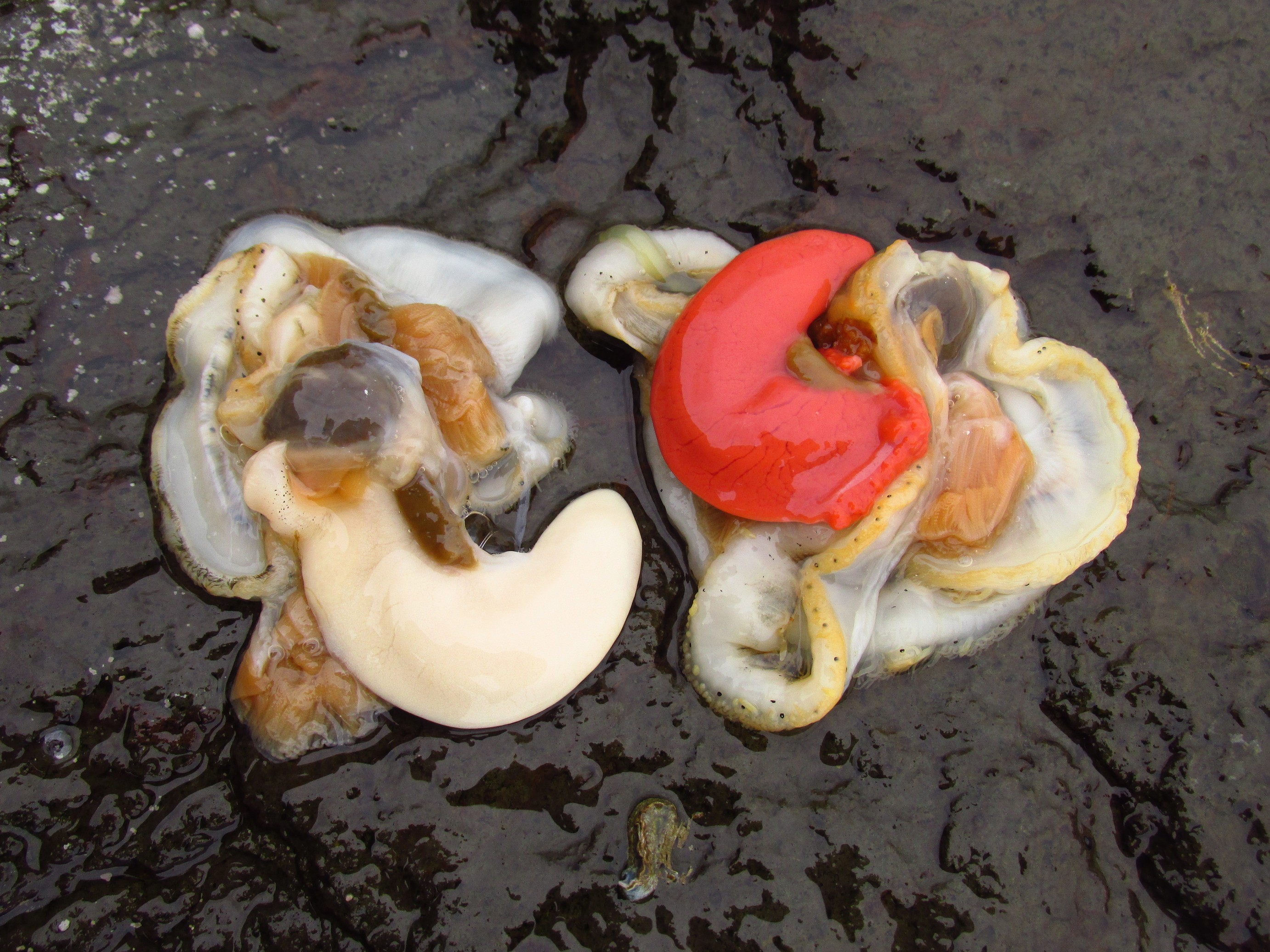
残った内臓と卵巣。貝ヒモと呼ばれる部分。赤は卵巣で白は精巣。

#### 食用加工

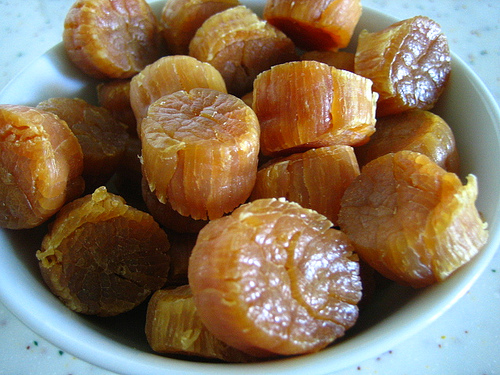
ホタテガイの干し貝柱

代表的な加工品は冷凍貝柱、ボイルホタテ、干し貝柱である。日本料理のほか、フランス料理や中華料理の食材として日本国内で消費されるだけでなく、日本国外にも盛んに輸出される。乾燥品は近年中国での需要増により価格が生鮮品の数倍に跳ね上がる。対して生鮮品は庶民でも気軽に買える程安い。
冷凍貝柱一般に急速冷凍が可能なトンネルフリーザーを用いて冷凍する。これは貝柱の変色や組織の劣化を防止するためであり、刺身に供することも可能になっている。ヒモと呼ばれる外套膜を付けているものもある。
ボイルホタテボイル品が冷凍形態で流通している。シチューの具などに用いられる。
干貝貝柱のみを乾燥して製造する。貝柱は水分が8割近くを占めるため、干貝は非常に収縮する。日本国内では酒肴として供することが多いが、中華料理では水戻しや粉末状にしてスープや炒飯などの具材として用いられる高級食材である。また、うま味成分に富むため、XO醤の材料としても使用され、高級オイスターソースに入れられる例もある。
ソフト貝柱干貝は非常に硬いことから、軟らかく製造した半乾燥の製品。おやつや酒肴などにそのまま供される。一玉ずつ真空パックされているものが多い。調味は塩と燻油漬けの二種類がある。
半成貝（ベビーホタテ）水温が上昇し、斃死する可能性のある夏季を避けた半年 - 9か月程度の貝をボイルし、ウロを除去した製品。炒め物、揚げ物、味噌汁など多様な用途で広く食されている。

### 貝殻

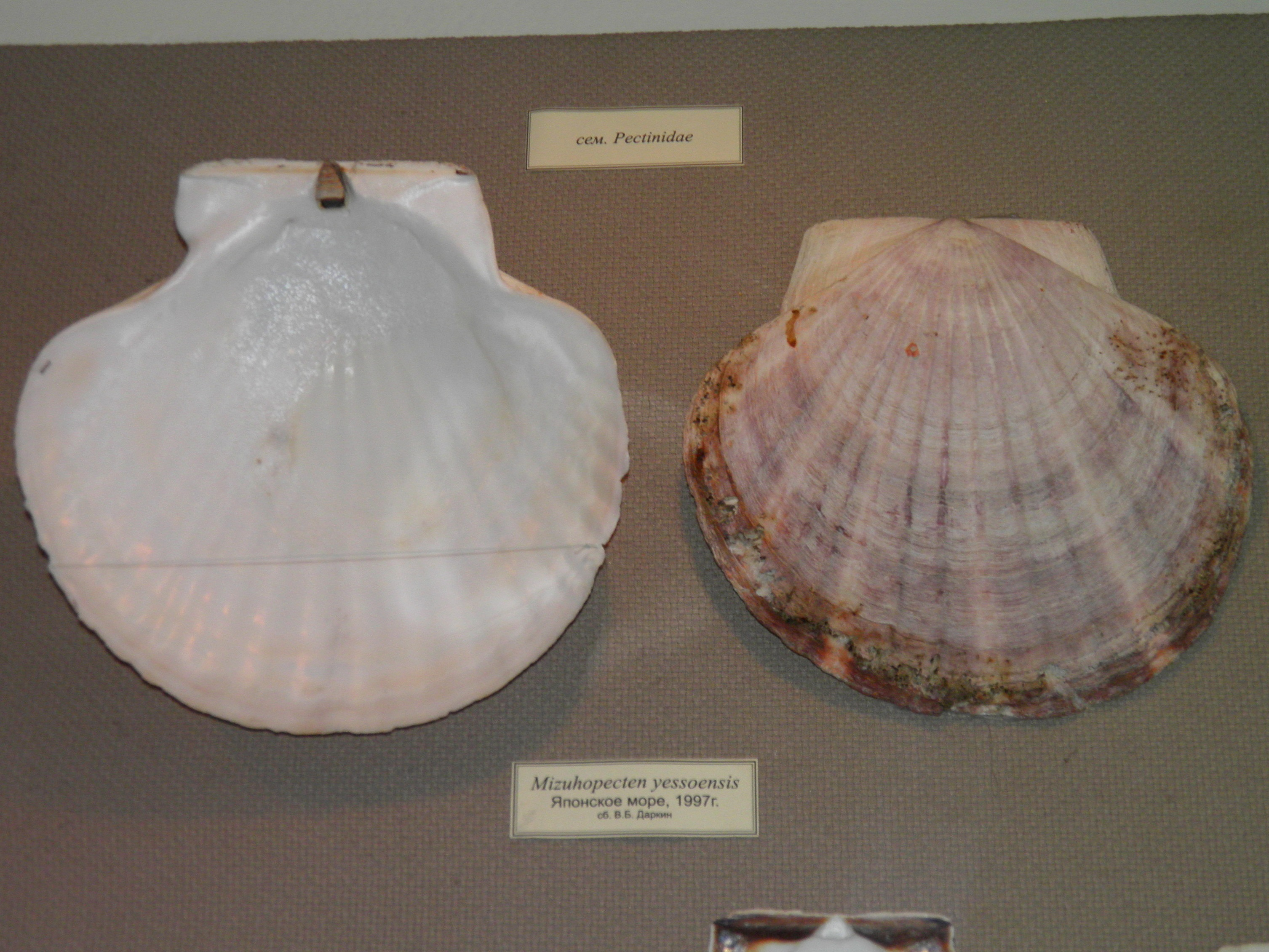
貝殻の標本

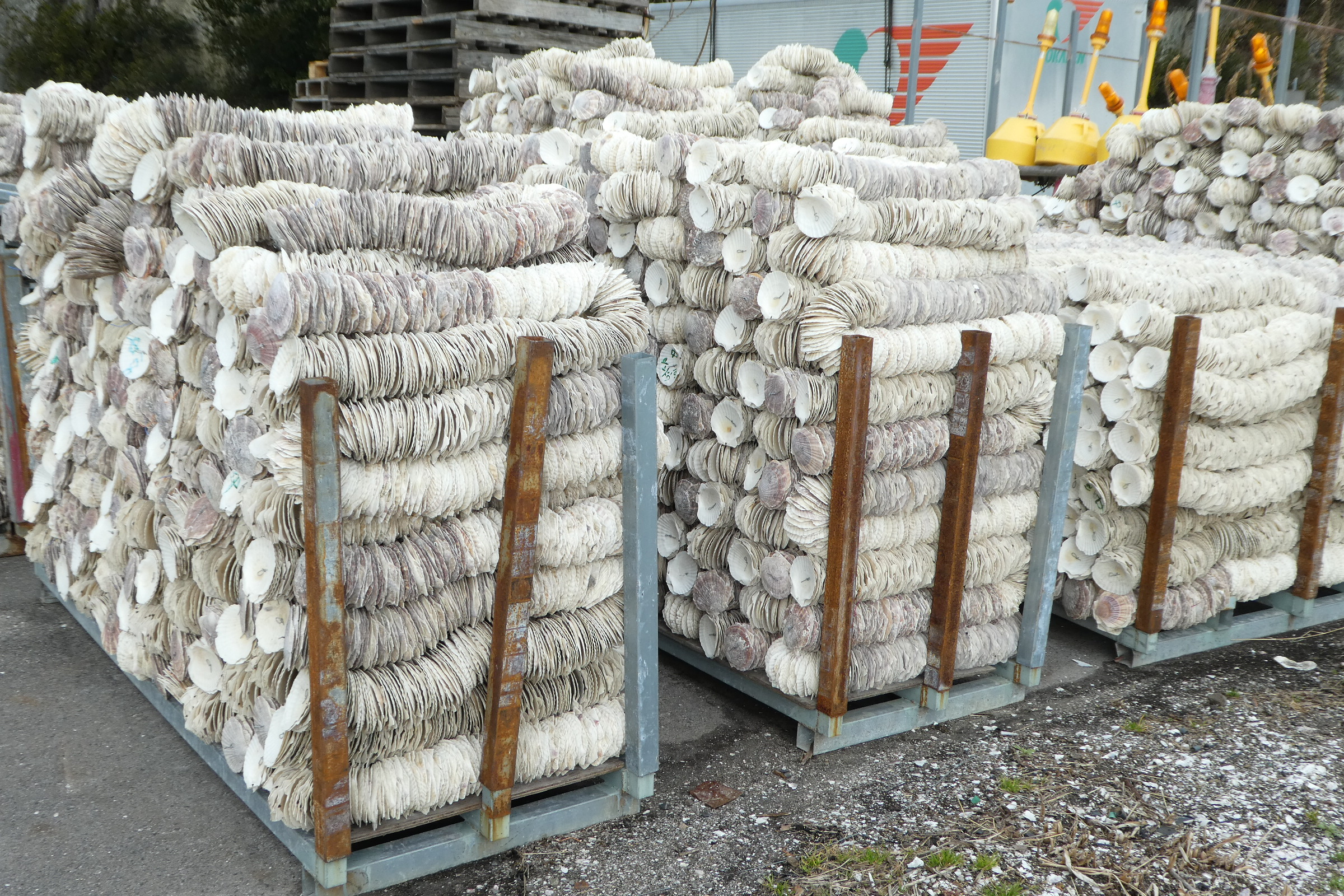
牡蠣の筏式垂下方式の養殖に使われるホタテの貝殻（岡山県備前市）。

貝殻は日本などの料理店等で野趣を演出する鍋代わりに使用されることも多い。日本の青森では居酒屋で貝焼き味噌（ホタテガイの貝柱やヒモ、刻みネギ、削り節を味噌で煮て玉子で綴じる）と言えば一般的な料理である。貝焼き味噌用に大型の貝殻も販売されており、刺身の盛りつけや、なかには灰皿などにされることもある。
秋田県の内陸の鉱山地域で生まれ育った作家、松田解子（1905 - 2004）は、ホタテの貝殻で馬肉を煮て食べるのは当時（19世紀末から20世紀はじめにかけて）下賎なものとして扱われていたと、小説『おりん口伝』ほかで書き残している。
また、カキの垂下式養殖にも一般的に使われている。カキの幼生が浮遊している時期に多数のホタテ貝殻を連ねたロープをイカダから海中に吊るすと幼生が付着するため、これを海中で肥育させる。カキ (貝)#養殖 参照。

#### 利用研究
現状では利用される量を上回る貝殻が排出され、多くは埋め立てなどの方法で廃棄されることから、コストや環境への負荷が発生する。このため活用についての研究開発が行われている。
ホタテガイの殻はカルシウムに富むことから、学校で使うチョークやトラックラインを引く粉に加工される。チョークにおいては書き味等から貝殻の配合率を10%としたものが年間5000万本ほど国内販売されている。また、粉砕して、主成分の炭酸カルシウムを精製し、酢酸を加えた酢酸カルシウムは環境に影響を与えない融雪剤とされているが、コストが数倍になるため主要道路や国道などの一部道路に利用されるに留まっている。過去に、海に向かって練習ができるゴルフボールを貝殻の粉末から作製した企業もあったが、廃棄物処理法に抵触する恐れがあるとして製造を差し止められている。
工業利用は、ホタテセラミックや、ホタテタイルなど粉砕したものを特殊な処理にて固めて歩道のタイルなどに利用する。このタイルは水を通すので歩道が水浸しにならない優れた素材である。粉砕した粉は石灰の代わりの土壌改良剤としても利用できる。しかし、コストの面から一般的な利用には至っていない。2001年現在、殻を土壌改良剤やセラミックやセメント等の工業原料として使用する技術が開発されつつある。また青森県の八戸工業大学の研究では、貝殻を粉末にして特殊な熱処理を施すと消臭、除菌の機能があるとしている。

### 真珠
スキャロップ・パール（scallop pearl）と呼ばれる天然の真珠を産することがある。アコヤガイなどのような真珠層ではなくカルサイトによる葉状構造が特徴。主にカリフォルニア沖などで採取されているが、養殖されているものではない天然の真珠のため非常に珍しく貴重でありほとんど市場に出回らず、市場に出回っている物も小さい物や形のいびつな物がほとんどである。しかし普通の食用のホタテの中に産するため、おやつや酒肴のホタテの中に入っている場合がある。

### 中腸腺（ウロ）
堆肥などに加工されていたが、最近、最終処分場に持ち込めないほどの重金属（主にカドミウム）や砒素を含有する例が発見され、堆肥としても使えず、産業廃棄物としても処分が難しい状況になっている。焼却法による回収では重金属類が気化し外部に排出される為、近年では電気分解や化学処理によって重金属を回収する方法が開発されつつある。

### 文化
ヨーロッパではホタテガイ類を豊穣の象徴としてギリシア神話の女神ウェヌス（ヴィーナス）とともに描かれる（■画像-1/-2）。また、聖ヤコブの象徴（■画像-3）としても知られ、この聖人の聖地であるサンティアゴ・デ・コンポステーラ（スペイン）へ向かう巡礼者たちは、ヨーロッパホタテ Pecten maximus を「聖ヤコブの貝 (coquille Saint-Jacques)」と呼び、その貝殻（■画像-4）を身に着ける風習を中世以来現代まで続けている（#フランス語名の節も参照のこと）。

画像-1 サンドロ・ボッティチェッリ 『ヴィーナスの誕生』
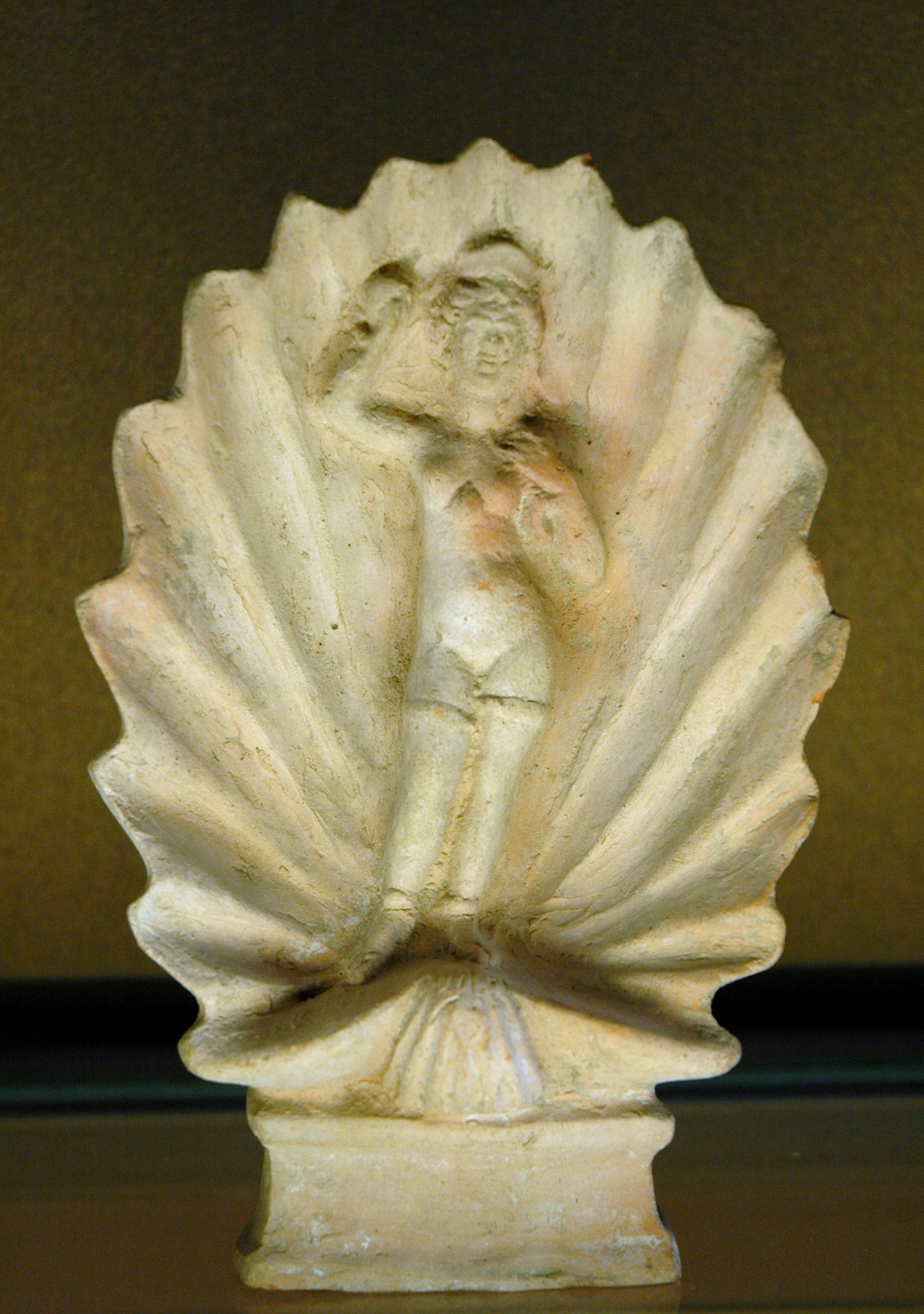
画像-2 ホタテガイ類の貝殻の上に立つヴィーナス（ルーヴル美術館蔵）
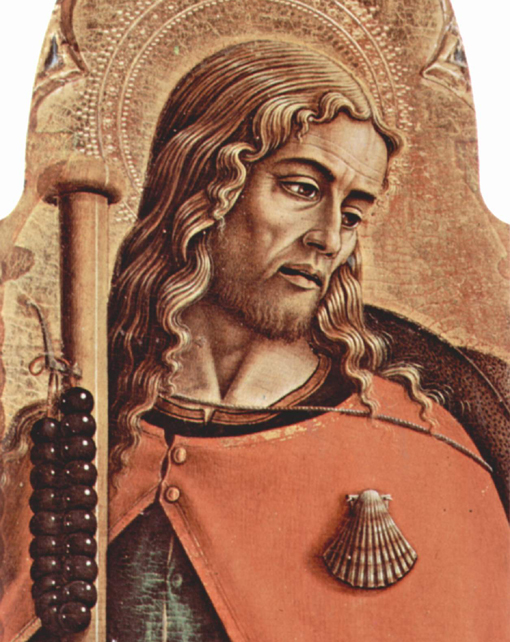
画像-3 カルロ・クリヴェッリ作 『聖ヤコブの肖像画』
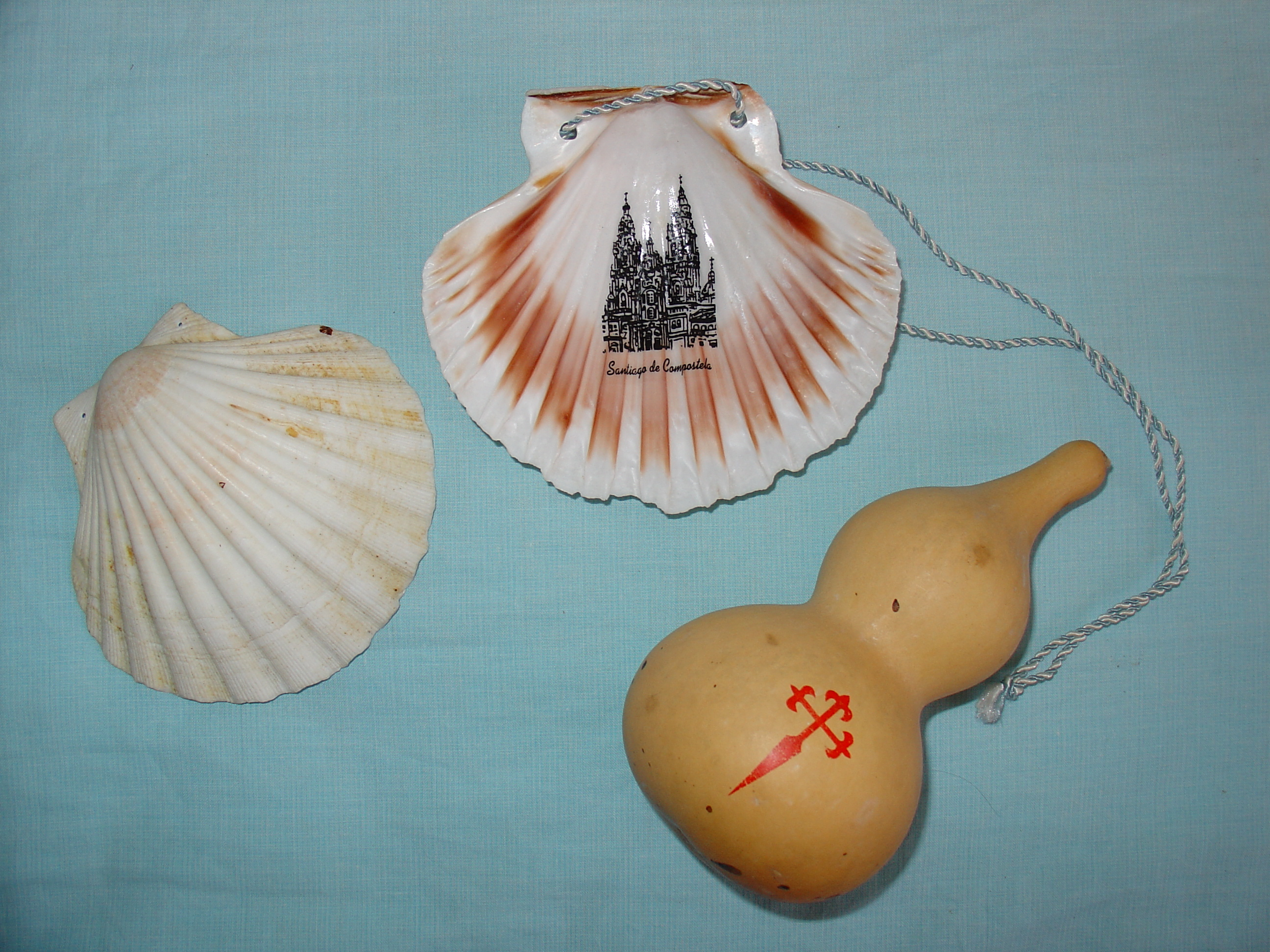
画像-4 サンティアゴ・デ・コンポステーラの巡礼者が携えるホタテガイ類の加工品

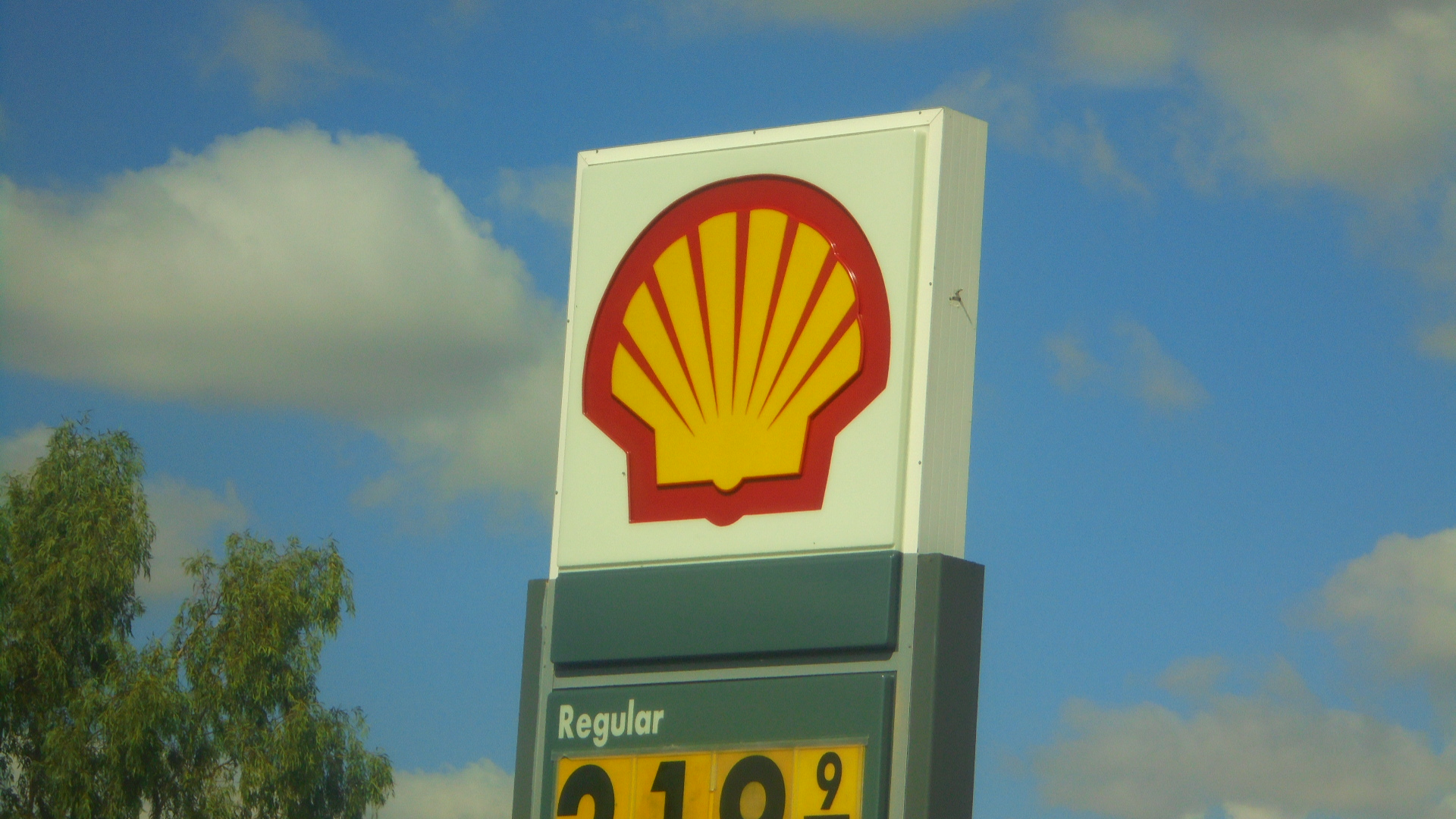
米国アリゾナ州のシェル石油ガソリンスタンドの看板

現代ではヨーロッパホタテをデザイン化したものが石油会社シェルおよびその系列企業（かつての昭和シェル石油など）のロゴに用いられる。日本では、武田久美子がホタテガイの右殻を水着にした写真集を出したことが同時代的に広く認識されていた他、 安岡力也によるバラエティ番組キャラクター「ホタテマン」があった。
また、裾部や端部の形状としてホタテガイの貝殻の裾部のように波打たせたものに「スキャロップ〜」あるいは「スカラップ〜」などとつけることがある（弦楽器におけるスキャロップド・フィンガーボードや服飾におけるスカラップカットなど）。